# Grossovena carbonaria
Grossovena carbonaria is een vliegensoort uit de familie van de breedvoetvliegen (Platypezidae). De wetenschappelijke naam van de soort is voor het eerst geldig gepubliceerd in 1950 door Kessel.